# Alogina
Alogina ou Aloguna (em grego antigo: Αλογούνης, significa "cor de rosa") era uma das concubinas do rei persa Artaxerxes I e mãe de Soguediano. Após a morte de Artaxerxes e a ascensão de Xerxes II ao trono, ela pode ter ajudado seu filho matar o rei. Ela acabou se tornando rainha-mãe quando Soguediano chegou ao poder, mas foi exilada em 424 a.C. pela rebelião de Dario II e a morte de seu filho.[carece de fontes?]